# Tadeusz Rutkowski (oficer)
Tadeusz Bohdan Rutkowski ps. Bogdan (ur. 11 października 1911 w Warszawie, zm. 8 sierpnia 1944 w tamże) – podporucznik rezerwy Armii Krajowej, oficer łączności w 1 Dywizjonie Artylerii Konnej im. gen. Józefa Bema Armii Krajowej, dowódca plutonu łączności pierwszej baterii w tymże dywizjonie, powstaniec warszawski poległy podczas bitwy na Czerniakowie. Uhonorowany pośmiertnie Krzyżem Armii Krajowej, Medalem Wojska oraz Warszawskim Krzyżem Powstańczym.

## Życiorys
Urodził się w Warszawie, syn Stanisława i Józefy Janiny z domu Kwiatkowskiej. W okresie międzywojennym uczęszczał do Państwowego Gimnazjum Męskiego im. Bolesława Prusa w Sosnowcu, a po jego ukończeniu studiował na wydziale elektrycznym Politechniki Warszawskiej. W kwietniu 1934 roku poślubił Eleonorę Jadwigę Michalak, z którą miał syna Janusza (ur. 1936).

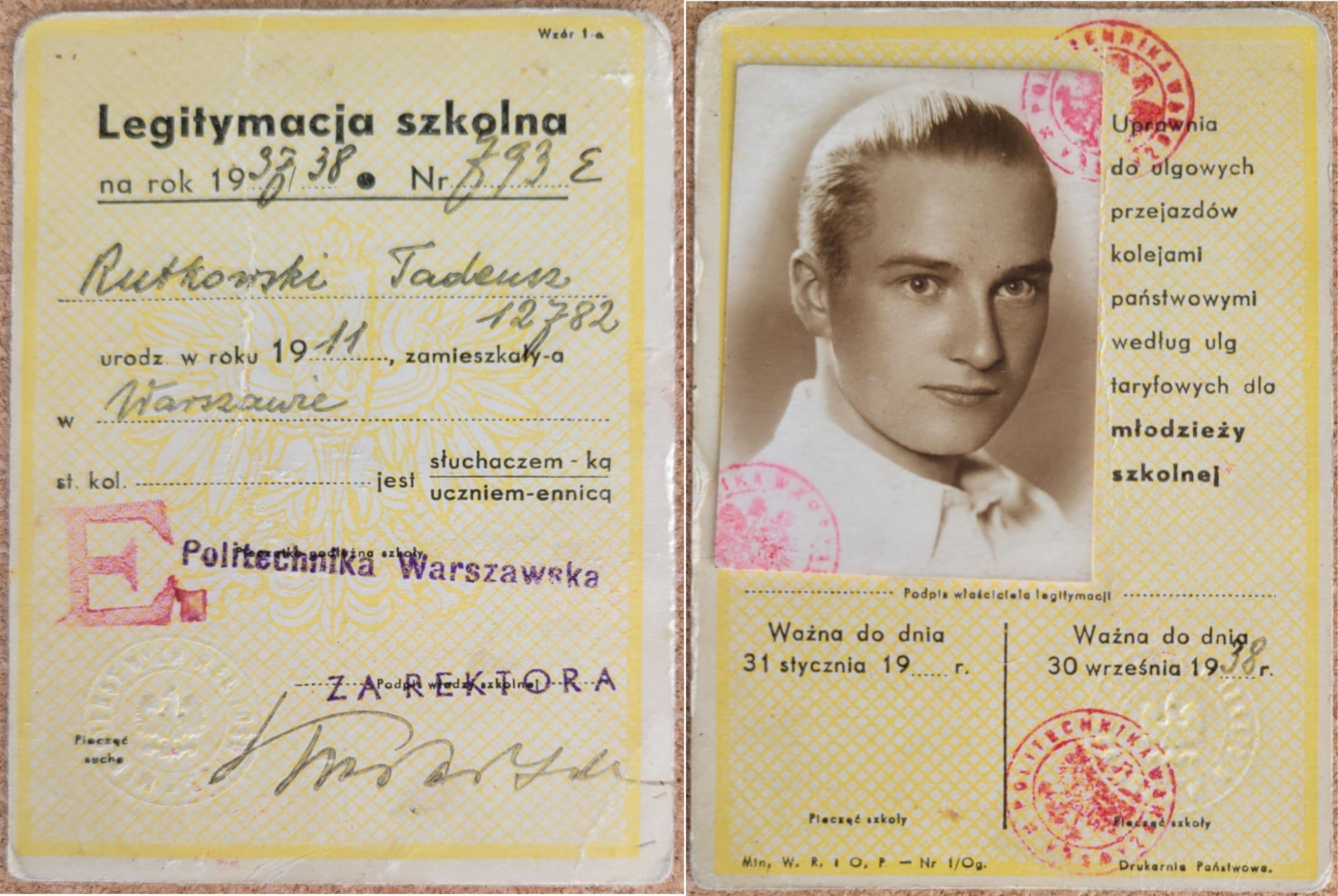
Legitymacja studencka Tadeusza Rutkowskiego.

W okresie okupacyjnym wstąpił do Armii Krajowej dołączając do 1 Dywizjonu Artylerii Konnej im. gen. Józefa Bema (zgrupowanie 1703). Za czasów konspiracyjnych organizował łączność służbę łączności telefonicznej i radiowej Pierwszej Baterii pod dowództwem porucznika Zbigniewa Filipowicza ps. „Zych”. Prowadził również zajęcia na kursach szkolących podoficerów i chorążych dywizjonu.
Wybuch powstania warszawskiego nałożył na około dwustu słabo uzbrojonych żołnierzy zadanie opanowania niemieckich koszar znajdujących się na wschód od Parku Łazienkowskiego. Według oświadczeń Wandy Filipowicz ps. „Grażyna” oraz Tadeusza Mrówczyńskiego ps. „Jacek Fraszka” w akcji uczestniczył Tadeusz Rutkowski, który walczył w okolicy ul. Podchorążych. Z racji niedostatecznego wyposażenia broni (tylko co drugi żołnierz posiadał pistolet) powstańcy nie mieli szans na wykonanie zadania. Ostatecznie kombatanci, którzy przeżyli krwawą walkę, wycofali się na południe do lasów kabackich. Dostępne dokumenty podają rozbieżną datę śmierci Tadeusza Rutkowskiego. Według niektórych informacji został rozstrzelany 8 sierpnia bądź 9 września 1944 przez okupanta podczas pacyfikacji Czerniakowa.

## Odznaczenia
- Krzyż Armii Krajowej – nr. legitymacji 38696, nadany w Londynie dnia 12 maja 1987 roku.
- Medal Wojska – nr. legitymacji 41471, nadany przez Rząd RP w Londynie dnia 12 maja 1987 roku.
- Warszawski Krzyż Powstańczy – nr. legitymacji 51-84-45 K, nadany uchwałą Rady Państwa Polskiej Rzeczypospolitej Ludowej dnia 10 października 1984 roku.